# Yumin
Yumin (chiń. 裕民县; pinyin: Yùmín Xiàn; ujg. چاغانتوقاي ناھىيىسى, Chaghantoqay Nahiyisi; kaz. شاعانتوعاي اۋدانى, Şağantoğay Awdanı) – powiat w północno-zachodnich Chinach, w regionie autonomicznym Sinciang, w prefekturze Tacheng. W 2000 roku liczył 79 882 mieszkańców.